# كرون ماكيولا
كرون هو أقصى غرب «مفاصل النحاس» وهي سلسلة من المناطق الاستوائية المظلمة على سطح بلوتو. وقد سمي على اسم اللورد كرون وهو من أعظم اللوردات المندائيين الخمسة للعالم السفلي. كرون هي ثالث أكبر منطقة استوائية مظلمة على سطح بلوتو بعد منطقة كثولو وبالروغ. تمتد إلى ما يقرب من 180 درجة خط الطول، خط طول بلوتونيان مقابل شارون.

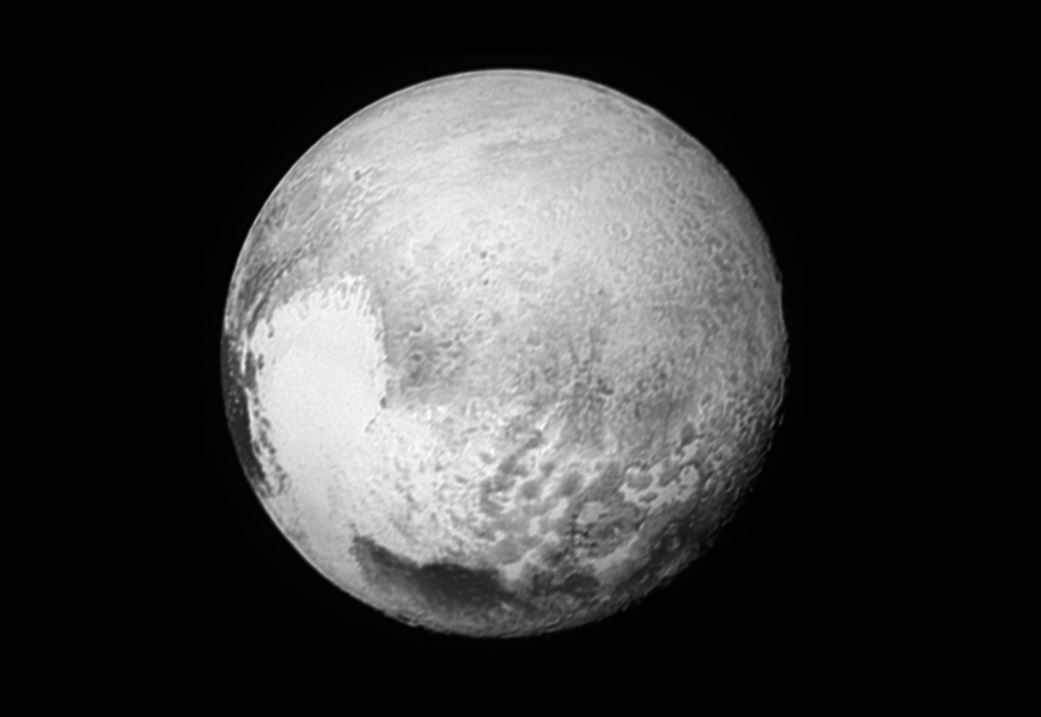
كرون ماكيولا - مشهد

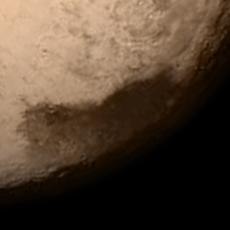
كرون هو المنطقة المظلمة في المركز. تقع في جنوبي شرق الفص الشرقي من منطقة تومبو ريغو ذات الشكل القلبي الساطع.